# Vitry-le-Croisé
Vitry-le-Croisé ist eine französische Gemeinde mit 224 Einwohnern (Stand: 1. Januar 2022) im Département Aube in der Region Grand Est (vor 2016 Champagne-Ardenne); sie gehört zum Arrondissement Troyes und zum Kanton Bar-sur-Seine.

## Geographie
Vitry-le-Croisé liegt etwa 45 Kilometer ostsüdöstlich von Troyes. Umgeben wird Vitry-le-Croisé von den Nachbargemeinden Bligny im Norden und Osten, Champignol-lez-Mondeville im Südosten, Saint-Usage im Südosten und Süden, Noé-les-Mallets im Süden und Südwesten, Éguilly-sous-Bois im Westen sowie Longpré-le-Sec im Nordwesten.
Durch die Gemeinde führt die Autoroute A5.

## Bevölkerungsentwicklung
| Jahr                       | 1962 | 1968 | 1975 | 1982 | 1990 | 1999 | 2006 | 2011 | 2019 |
| Einwohner                  | 372  | 381  | 364  | 300  | 313  | 285  | 269  | 251  | 221  |
| Quellen: Cassini und INSEE |      |      |      |      |      |      |      |      |      |

## Sehenswürdigkeiten

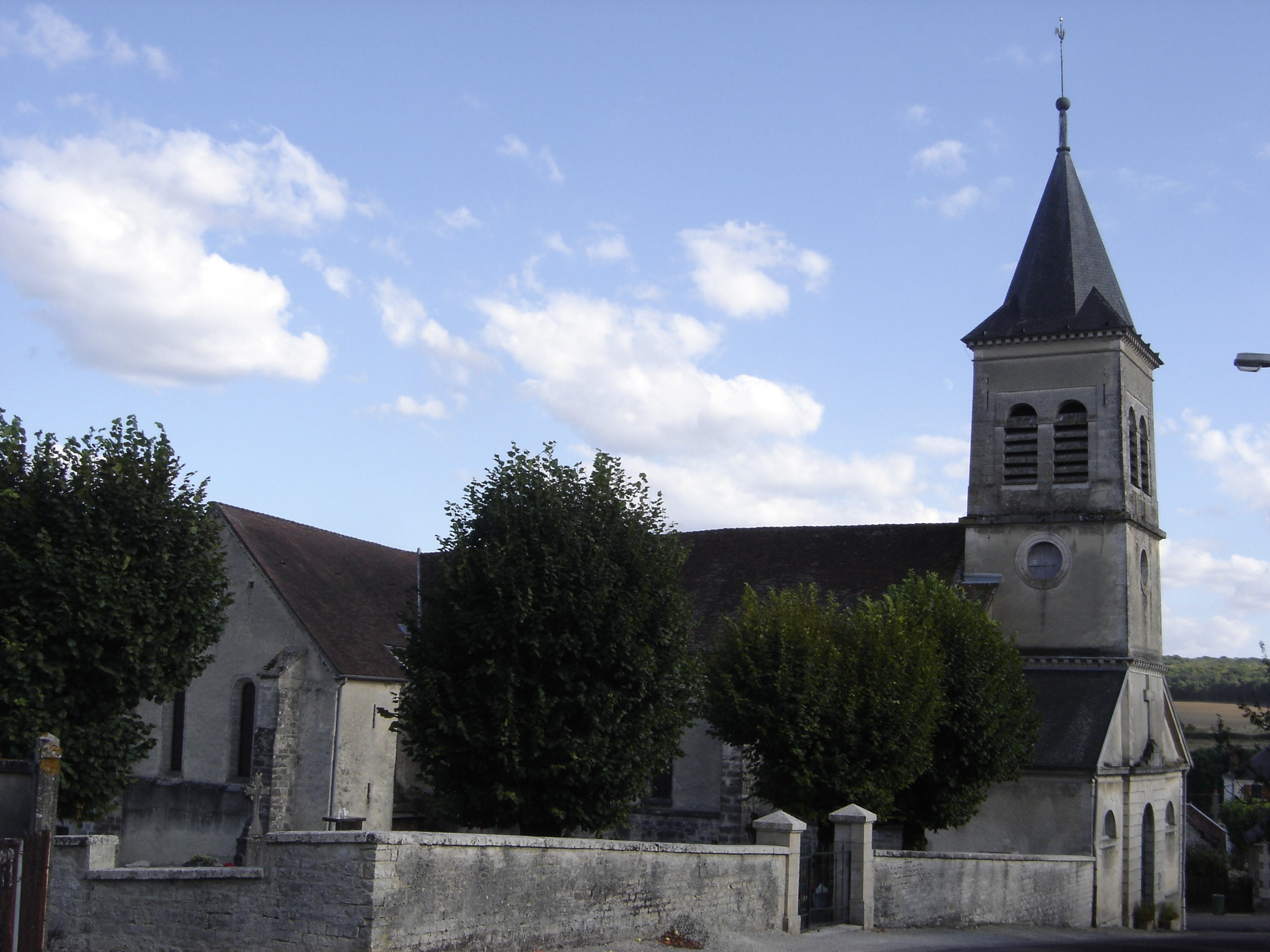
Kirche Saint-Bénigne

- Kirche Saint-Bénigne